# Ann C. Crispin
Ann Carol Crispin (ur. 5 kwietnia 1950 w Stamford, zm. 6 września 2013 w Waldorf) – amerykańska pisarka science fiction. Autorka dwudziestu trzech powieści oraz kilku nowel Star Trek oraz serii Starbridge.